# Arxiu Europeu de Nucleòtids
L'Arxiu Europeu de Nucleòtids (European Nucleotide Archive, ENA) és un dipòsit que proporciona accés gratuït i sense restriccions a seqüències anotades d'ADN i ARN. A més, emmagatzema informació complementària, com ara procediments experimentals, detalls del muntatge de seqüències i altres dades relacionades amb projectes de seqüenciació.
L’ENA va ser creat i és mantingut per l'Institut Europeu de Bioinformàtica i és membre de la International Nucleotide Sequence Database Collaboration (INSDC) juntament amb el DNA DataBank del Japó (DDBJ) i GenBank. ENA es va establir a principis dels anys vuitanta com a EMBL Data Library (més tard rebatejada com EMBL Nucleotide Sequence Database, EMBL-Bank) i es va centrar inicialment en seqüències de nucleòtids altament anotades.
L'arxiu consisteix en nivells d’anotació ENA, ensamblatge ENA i ENA-Reads. A l'octubre de 2009, ENA-Annotation i ENA-Assembly contenien 163 milions de registres que corresponien a 283.000 milions de bases. Les seqüències obtingudes "per perdigonada" (shotgun) de genoma complet continuen sent la font dominant de noves seqüències (un 30% de seqüències i un 53% de bases) seguides de les de marcadors de seqüència expressada (EST) (38% de seqüències i 12% de bases).